# Église Saint-André de Valquières
L'église Saint-André est une église romane et gothique située à Dio-et-Valquières dans le nord du département français de l'Hérault en région Occitanie.

## Localisation
L'église Saint-André se dresse à l'est du village de Valquières, qui constitue la partie orientale de la commune de  Dio-et-Valquières.

## Historique
La construction de l'église aurait commencé au XIIe siècle mais peu de choses subsistent de cette époque : seule une des chapelles ainsi qu'une partie du clocher remonteraient à cette époque.
D'importantes transformations ont eu lieu au XIVe siècle :  de cette époque datent la voûte en berceau de la nef, le chœur ainsi que les chapelles voûtées d'ogives.
L'église fait l'objet d'une inscription au titre des monuments historiques depuis le 5 mai 1998.

## Architecture
L'église, couverte de lauzes, présente au sud un beau portail de style ogival aux piédroits moulurés supportant une archivolte à double voussure surmontée d'un larmier.

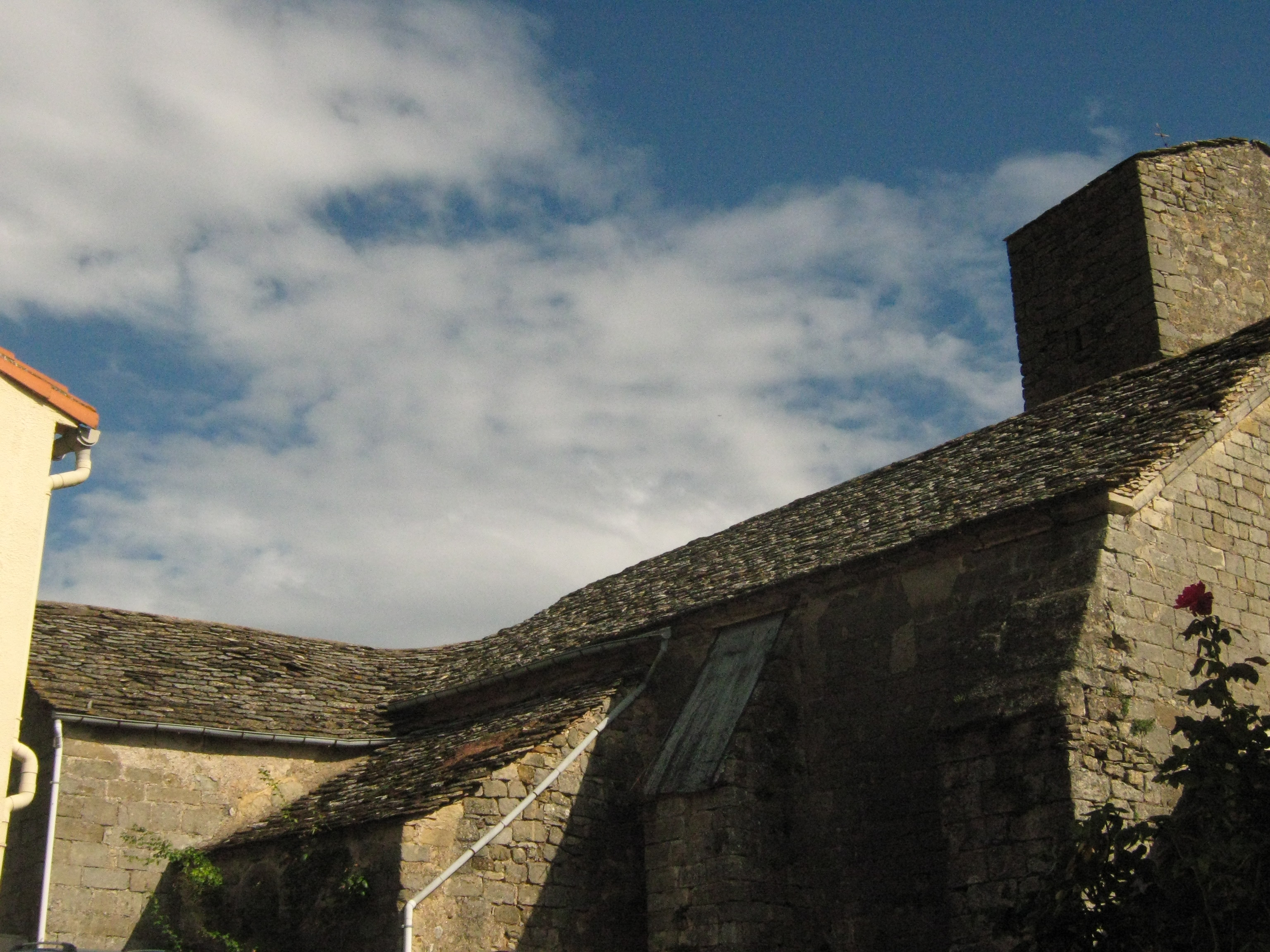
Toit en lauzes.

À l'intérieur la nef est couverte d'une voûte en berceau sans arcs-doubleaux.
Sur l’extérieur du clocher, deux bandeaux sont disposés sur la hauteur. À chaque angle, apparaît une tête sculptée saillante.